# 范凤谐
范凤谐，江西人，是一名清朝政治人物。
范凤谐曾于1842年接替孙琬任南汇县知县一职，1843年由肖翀接任。